# 林鳳池
林鳳池（1819年3月14日—1867年），清臺灣彰化縣沙連保大坪頂粗坑莊（今南投縣鹿谷鄉初鄉村）人，據說是從福建武夷山移植凍頂烏龍茶者。戴潮春事件中曾組織鄉勇保衛地方，後有軍功而受賞。其墓為臺灣南投縣縣定古蹟（原三級古蹟）。

## 生平
林鳳池早年師從社寮莊張煥文，後設帳授徒，學生有陳上達、林昆漢、張文秀等人。咸豐五年（1855年）以彰化縣學附生身分考取乙卯科第九十名舉人，福建巡撫呂佺孫為其立「文魁」匾額，後與訓導陳希亮勸捐重修沙連保連興宮。會試後於咸豐八年（1858年）授為內閣中書。而因為考取功名，其祖父林傑追封為文林郎，父林學石（溫恭）勒封為徵仕郎。而據說林鳳池前往福建考鄉試乃因為老師張煥文提議，但家中經濟不好，後得鄉親贊助方可成行，而後在福建結識宗親，日後衣錦榮歸時得到這位宗親所贈的36株武夷山軟枝烏龍種茶苗，這36株中，林鳳池於小半天、清水溝與自宅各種4株，剩餘24株則分送給贊助過他的鄉親，即是凍頂烏龍茶的來源。
同治元年（1862年）戴潮春事件中，他曾組織鄉勇以及成立保全局以保衛地方，事後得臺灣道丁曰健奏獎，因而以通判補用、賞戴藍翎。後來在同治六年（1867年），林鳳池將陞布政，赴京待命，卻於天津的會館去世。之後到了同治九年（1870年）才歸葬故里，其墓於民國七十四年（1985年）11月27日公告為古蹟。

## 林鳳池舉人墓
林鳳池舉人墓位於臺灣南投縣鹿谷鄉初鄉村，座東南朝西北，左右有三伸手環抱，石刻構件使用砂岩為材料。墓前有一對石獅與石象，附近立有神道碑。
該墓墓碑上題地望「龍邑」，下面三行分別題著「同治庚子年吉置」、「欽加布政銜誥授奉政大夫即補廣東分府賞戴藍翎加內閣中書侍讀諡文勤林公之佳城」、「男作楫作生作樂作駒降服男作哲作勵孫等仝立石」。左右碑肩則浮刻夔龍，並有聯刻：「龍飛吉穴千山拱；溪過明堂萬象新」。